# Cedarburg
Cedarburg és una població dels Estats Units a l'estat de Wisconsin. Segons el cens del 2000 tenia 10.908 habitants.

## Demografia
Segons el cens del 2000, Cedarburg tenia 10.908 habitants, 4.432 habitatges, i 3.022 famílies. La densitat de població era de 1.141,4 habitants per km².
Dels 4.432 habitatges en un 35,2% hi vivien nens de menys de 18 anys, en un 58,6% hi vivien parelles casades, en un 7,7% dones solteres, i en un 31,8% no eren unitats familiars. En el 28,1% dels habitatges hi vivien persones soles l'11,6% de les quals corresponia a persones de 65 anys o més que vivien soles. El nombre mitjà de persones vivint en cada habitatge era de 2,45 i el nombre mitjà de persones que vivien en cada família era de 3,05.
Per edats la població es repartia de la següent manera: un 27,2% tenia menys de 18 anys, un 5% entre 18 i 24, un 29,4% entre 25 i 44, un 23,7% de 45 a 60 i un 14,6% 65 anys o més.
L'edat mediana era de 39 anys. Per cada 100 dones de 18 o més anys hi havia 87,6 homes.
La renda mediana per habitatge era de 56.431 $ i la renda mediana per família de 66.932 $. Els homes tenien una renda mediana de 51.647 $ mentre que les dones 30.979 $. La renda per capita de la població era de 27.455 $. Aproximadament l'1,8% de les famílies i el 2,7% de la població estaven per davall del llindar de pobresa.

## Poblacions properes
El següent diagrama mostra les poblacions més properes.

## Llocs d'interès
- Centre Cultural de Cedarburg
- Molí de Cedarburg
- Museu d'Història de Cedarburg